# Bùi Trần Vũ
Bùi Trần Vũ (sinh ngày 10 tháng 10 năm 1989) là một cầu thủ bóng đá chuyên nghiệp người Việt Nam hiện đang thi đấu ở vị trí tiền vệ cho câu lạc bộ Bình Phước.
Trong sự nghiệp, anh từng chơi cho Hoàng Anh Gia Lai và Sài Gòn tại giải vô địch quốc gia.

## Xuất thân
Bùi Trần Vũ sinh năm 1989. Anh là con trai áp út trong một gia đình ở làng biển Đồn Hải, huyện Phan Rang, Ninh Thuận.

## Sự nghiệp
Bùi Trần Vũ là thành viên của đội U-15 Ninh Thuận đoạt huy chương đồng giải U-15 toàn quốc và vị trí á quân Hội khỏe Phù Đổng toàn quốc trong năm 2004. Tuy nhiên, lứa cầu thủ trẻ này không được đầu tư trọng điểm, Trần Vũ cùng Duy Thanh, Út Cường, Minh Hoàng, Thái Học, Thanh Liêm rời quê nhà khoác áo đội U19 Hoàng Anh Gia Lai mấy năm sau đó.
Bùi Trần Vũ là trụ cột của Hoàng Anh Gia Lai ở mùa giải 2013 và 2014. Đến mùa giải 2015, khi quyết định đưa lứa I học viện HAGL-JMG lên thi đấu ở V.League, Bùi Trần Vũ là một trong số ít công thần được bầu Đức giữ lại.
Tuy nhiên dưới thời ông Guillaume Graechen, anh lại không được trọng dụng. Phải tới vòng 20, khi huấn luyện viên Nguyễn Quốc Tuấn dẫn dắt Hoàng Anh Gia Lại, kinh nghiệm của Trần Vũ mới được lưu tâm và anh được ra sân nhiều hơn. Đáp lại sự tin tưởng của huấn luyện viên, Bùi Trần Vũ đã tỏa sáng. Anh chính là người ghi bàn thắng quyết định vào lưới Đồng Nai trong trận chung kết ngược của mùa giải, tạo nên bước ngoặt trong cuộc đua trụ hạng năm đó cho đội bóng nhà bầu Đức.
Mùa giải 2016, Công Phượng, Xuân Trường và Tuấn Anh ra nước ngoài thi đấu, Bùi Trần Vũ chính là trụ cột ở hàng tiền vệ. Anh thi đấu tổng cộng 1636 phút, ghi 1 bàn thắng và tiếp tục giúp Hoàng Anh Gia Lai trụ hạng thành công.
Đến mùa giải 2017 khi Tuấn Anh, Công Phượng trở lại, Bùi Trần Vũ quyết định rời phố Núi để gia nhập Sài Gòn với bản hợp đồng 2 năm.

## Danh hiệu

### Ninh Thuận
- HCĐ Giải vô địch bóng đá U15 Việt Nam năm 2004

### Hoàng Anh Gia Lai
- Hạng 3 V.League: 2013